# Sympodiella roystoneae
Sympodiella roystoneae är en svampart som beskrevs av Mercado & R.F. Castañeda 1985. Sympodiella roystoneae ingår i släktet Sympodiella, divisionen sporsäcksvampar och riket svampar.   Inga underarter finns listade i Catalogue of Life.